# Chrysocharis albicoxis
Chrysocharis albicoxis är en stekelart som beskrevs av Erdös 1958. Chrysocharis albicoxis ingår i släktet Chrysocharis, och familjen finglanssteklar. Arten är reproducerande i Sverige.